# Vogts Villa (альбом)
Vogts Villa (норв. Дім колискової) — третій сольний альбом Мортена Гаркета, записаний, як і його перший альбом, Poetenes Evangelium, повністю норвезькою мовою.

## Список композицій
1. «Tilbake Til Livet»
2. «Jeg Kjenner Ingen Fremtid»
3. «Herre I Drommen»
4. «Fremmend Her»
5. «Sondag Morgen»
6. «Gammal Og Vis»
7. «Taksameteret Gar»
8. «Himmelske Danser»
9. «Lyser Nar Du Drar»
10. «Vuggevise»